# 德里安·哈彻
德里安·哈彻（英語：Derian Hatcher，1972年6月4日—），美国男子冰球运动员。他曾代表美国国家队参加1998年和2006年冬季奥林匹克运动会冰球比赛，分别获得第六名和第八名。